# Kurgannyj (obwód rostowski)
Kurgannyj (ros. Курганный) – chutor w Rosji, w obwodzie rostowskim, w rejonie orłowskim. W 2010 liczył 805 mieszkańców.